# Cinhomo
La Muestra Internacional de Cine y Diversidad Sexual, conocida como Cinhomo, es un festival de cine de temática LGBT que se celebra desde 2001 en la ciudad de Valladolid (España).

## Palmarés

### 2021
Jurado Oficial de Largometrajes
- Premio al Mejor Largometraje de Ficción: Tu me manques (Bolivia)
- Menciones especiales: Zen soul ghiaccio sottile y Le milieu de l’horizon

Jurado de Cortometrajes
- Premio al Mejor Cortometraje de Ficción: Hugo 18:30
- Mención especial: Antes de la erupción (España)

Jurado Oficial de Documentales
- Premio al Mejor Largometraje Documental: No box for me, an Intersex History
- Premio al Mejor Cortometraje Documental: Unbecoming (Canadá)
- Mención especial: Yo soy una niña (España)

Jurado Senior Documentales
- Premio al Mejor Largometraje Documental: También hablan (España)
- Premio al Mejor Cortometraje Documental: Unbecoming (Canadá)

Jurado Joven Documentales
- Premio al Mejor Largometraje Documental: No box for me, an Intersex History
- Premio al Mejor Cortometraje Documental Ficción: Lesbofobia

Premios del Público
- Premio del Público al mejor largometraje de ficción: Tu me manques (Bolivia)
- Premio del Público al mejor cortometraje de ficción exaequo: Antes de la erupción (España) y Tu día de suerte (España)
- Premio del Público al mejor cortometraje documental: Yo soy una niña (España)
- Premio del Público al mejor largometraje documental exaequo: También hablan (España) y Unsettled seeking refuge in America (Estados Unidos)

Fuente.

### 2019
Sección de Ficción
- Premio del jurado al Mejor Largometraje de Ficción: Retablo (Perú)
- Mención especial a la Mejor actriz: Ana Brun, por Las herederas
- Premio del jurado al Mejor Cortometraje de Ficción: Marguerite (Canadá)
- Mención especial: Switch (Bélgica) y Fuck the boxes (Reino Unido)
- Premio del público al Mejor Largometraje de Ficción: Disobedience (Reino Unido)
- Premio del público al Mejor Cortometraje de Ficción: Avería (España)

Sección de Documental (Ciclo de Derechos Humanos)
- Premio del jurado al Mejor Largometraje Documental: Entre deux sexes (Francia)
- Mención especial: Bixa Travesti (Brasil) y These are my hands (Reino Unido)
- Premio del jurado al Mejor Cortometraje Documental: Usted no es mujer (Colombia)
- Premio del público al Mejor Largometraje Documental: Entre deux sexes (Francia)
- Premio del público al Mejor Cortometraje Documental: Visibles (España)

Fuente.